# Ацилали
Ацилали (от ацил- и альдегид) — сложные диэфиры гем-диолов общей формулы (RCOO)2CR1R2, формально являющиеся продуктами этерификации гидратированных альдегидов или кетонов карбоновыми кислотами. Иногда ацилалями также называют сложные эфиры гемиацеталей общей формулы (RCOO)(R3O)CR1R2.

## Синтез
Классический метод синтеза симметричных ацилалей с одинаковыми ацильными заместителями — взаимодействие альдегидов или кетонов с ангидридами карбоновых кислот в присутствии сильных кислот, обычно серной, фосфорной или сульфоновых кислот. Реакция в этом случае зачастую экзотермична, что при использовании альдегидов и кетонов, чувствительных к протонным кислотам, ведет к невысоким выходам — в этом случае в качестве катализаторов применяют Кислоты Льюиса:
{\displaystyle {\mathsf {R^{1}R^{2}C\!=O+(R^{3}CO)_{2}O\rightarrow R^{1}R^{2}C(OCOR^{3})_{2}}}}
Вместо альдегидов и кетонов в этом синтезе могут также использоваться сложные эфиры их енолов и сложные эфиры пропаргиловых спиртов, которые при катализе палладием в присутствии ангидридов претерпевают перегруппировку по типу Мейера-Шустера с дальнейшим образованием ацилалей.
Ацилали также могут быть синтезированы взаимодействием гем-дигалогеналканов с солями карбоновых кислот, использование межфазного катализа повышает выходы:
{\displaystyle {\mathsf {R^{1}R^{2}CHal_{2}+2R^{3}COO^{-}\rightarrow R^{1}R^{2}C(OCOR^{3})_{2}+2Hal^{-}}}}
Этот метод может использоваться, в частности для синтеза ацилалей формальдегида из дигалометанов; аналоги
Специфическим методом синтеза некоторых ароматических ацилалей является окисление метиларенов в присутствии карбоновых кислот, которое обычно проводится хромовым ангидридом в ледяной уксусной кислоте:
{\displaystyle {\mathsf {ArH_{3}+2RCOOH{\xrightarrow[{}]{[O]}}ArCH(OCOR)_{2}+H_{2}O}}}

## Реакционная способность и применение
Ацилали устойчивы к гидролизу в нейтральной и относительно устойчивы кислой среде при комнатной температуре, однако легко гидролизуются в щелочных условиях либо при нагревании с разбавленными кислотами. Ацилали ароматических альдегидов гидролизуются легче, чем ацилали альдегидов алифатических, скорость гидролиза также падает с увеличением длины алифатической цепи карбоксильных остатков.
Выходы исходных альдегидов и кетонов при гидролизе ацилалей высоки (~80% и выше), что открывает возможность образования ацилалей для защиты карбонильной группы и, в некоторых случаях, изменения реакционной способности карбонильного компонента. Так, например, образование ацилалей из ароматических альдегидов приводит к изменению направляющего эффекта альдегидной группы и ацилали ванилина бромируются в положение 6, в отличие от ванилина, бромирующегося в положение 5.